# Château de Marnay
Le château de Marnay est une place forte ayant connu diverses phases de construction, renforcée au XIIIe et jusqu'au XVIIe siècle, située à l'origine en terres du saint-Empire romain germanique  (jusqu'en 1678), aujourd'hui en France sur la commune de Marnay (Haute-Saône).
La première mention du château de Marnay remonte au milieu du XIe siècle.

## Histoire
En 1044, Marnay et tous les territoires entre l’Ognon et la Saône avaient été inféodés à l’archevêque de Besançon par l’empereur du Saint Empire romain germanique et roi de Bourgogne, 
Heinrich III dit Henri le Noir. Cette reprise en main directe de l’empereur germanique sur la Comté sanctionnait les ambitions territoriales des Comtois qui, sous la bannière du comte de Bourgogne, avaient assiégé Montbéliard qui suivait le parti de l’empereur.

## Situation historique
Dans le pays d’Amaous de la Comté, le château de Marnay était voisin des Ruffey, des sires d’Étrabonne et des puissants seigneurs de Pesmes dont le château, comme celui de Marnay, dominait la vallée de l’
Ognon.

## XIIesiècle
En 1109, Marnay était devenu un « lieu considérable ». Le comte Étienne Ier de Bourgogne finit par acheter le château et les domaines. Marnay devint l’un des fiefs des Bourgogne-Auxonne-Chalon, branche des comtes de Bourgogne, avec pour chefs Étienne II-Ier d'Auxonne (petit-fils du comte Etienne Ier) puis son fils Étienne III-II, lorsque ce dernier, comte d’Auxonne, devint également comte de Chalon vers 1202 du chef de son épouse Béatrice de Thiers épousée vers 1186. La dynastie des Bourgogne-Comté-Chalon fit de nombreux travaux de renforcement et de confort du château, où mourut Étienne II le 6 mars 1241, en construisant notamment jusqu’à seize tourelles, en creusant des fossés profonds et en doublant la première enceinte féodale. Le château deviendra la dot et la résidence de Béatrice d'Auxonne, qui prit alors le titre de dame de Marnay.
Le château est construit afin de protéger la voie reliant Langres à Besançon.

## AuXIIIesiècle
Béatrice d'Auxonne épousa en 1215 Simon Ier de Joinville lequel mourut de retour de croisade en 1233, laissant pour héritier principal son fils Jean de Joinville, le chroniqueur de Saint Louis, sénéchal de Champagne et sire de Joinville, alors âgé de sept ou huit ans. Béatrice revint dans son bon château de Marnay et le remit à son fils cadet Simon II de Joinville, avec l’accord de Geoffroy de Joinville, son frère aîné (deux des frères puînés du chroniqueur).
Simon II de Joinville, baron de Gex par son mariage en 1252 avec Léonette de Gex, prêta hommage au régent de la comté de Bourgogne, son oncle maternel Jean Ier de Chalon le Sage ou l'Antique, et déclara tenir de lui en fief le château de Marnay et ainsi être devenu «  son hons devant tous hommes pour Marnay le chatel que cum Jehan, cuens de Bourgoigne ot loué et ouctroié le mariage qu’Estienne cuens de Bourgoigne ses père, donna à Béatrix, dame de Marnay, ma mère et à son mari Simon, seignor de Jenville seneschaux de champaigne, douquel mariaige Simon mon père tient de Jehans, cuens de Bourgoigne, Mernay le chastel »

## AuXIVesiècle
Cette position stratégique lui valut de subir plusieurs sièges : en 1336 il est pris par les troupes du duc Eudes IV de Bourgogne lors du conflit qui oppose les Bourguignons aux barons comtois, menés par Jean de Chalon-Auxerre (arrière-petit-fils de Jean l'Antique ci-dessus).
- Les Joinville de Gex (voir la section « Histoire » de Pays de Gex), issus de Béatrice d'Auxonne et toujours sous l'étroite suzeraineté de leurs cousins Bourgogne-Chalon (notamment les Chalon-Arlay), resteront les seigneurs du château de Marnay jusqu’au dernier descendant : Hugues, mort vers 1347/1348/1351 sans postérité, qui épousa en 1339 Jeanne de Montfaucon-Montbéliard († après 1370 ; fille d’Henri de Montfaucon et d’Agnès de Bourgogne-Montbéliard, fille de Renaud et arrière-petite-fille de Jean l'Antique). 
- Alors le suzerain Jean II de Chalon-Arlay, autre arrière-petit-fils de Jean Ier l'Antique, confia Marnay en 1361 au neveu de Jeanne, qui n'était autre que son propre petit-fils maternel Henri de Montfaucon-Montbéliard, qui devint donc sire de Marnay et du Fay († en septembre 1396 à Nicopolis, fils aîné précédé d'Étienne de Montfaucon comte de Montbéliard — 1325-1397 ; fils d'Henri de Montfaucon — et de Marguerite, fille de Jean II de Chalon-Arlay : donc le petit-fils maternel de Jean II d'Arlay et le neveu paternel de Jeanne de Montfaucon-Montbéliard ci-dessus).
Henri de Montfaucon-Montbéliard épousa Marie de Châtillon, vicomtesse de Bl(a)igny, arrière-petite-fille du connétable Gaucher, et leur fille Agnès de Montfaucon-Montbéliard, vicomtesse de Blaigny, dame de Marnay et du Fay, † vers 1433, convola avec Thiébaud VIII de Neufchâtel-Urtière) (vers 1386-1459).
Par ailleurs, Thiébaud VIII était issu des Joinville car il était le fils d'Alix de Joinville-Vaudémont (dame de Laferté-sur-Amance, Châtel, Bainville et Chaligny, fille d'Henri V de Vaudémont-Joinville, fils du maréchal Anseau, lui-même fils du chroniqueur Jean de Joinville ci-dessus) et de Thiébaud VII de Neufchâtel (-Urtière).
Puis succession de Marnay au fils cadet de Thiébaud VIII et d'Agnès de Montfaucon : Jean II de Neufchâtel-Montaigu (vers 1414/19 - septembre 1489), frère de Thiébaud IX,  puis à son fils Ferdinand, † 1522.
Le 14 juin 1354, le suzerain Jean II de Chalon-Arlay (1315-1362), affranchit les habitants.
Au printemps 1477 le château est dévasté par les troupes de Louis XI, qui envahissent la Comté (entre 1477 et 1493-traité de Senlis, les rois de France Louis XI et Charles VIII prétendent à la Franche-Comté, à l'Artois et au Charolais, comme d'ailleurs aux comtés de Roussillon et de Cerdagne de 1461 à 1493).

## AuXVIesiècle
Le château restera dans la famille de Neuchâtel-Urtière-Montaigu jusqu’à ce qu’en 1512, Laurent de Gorrevod, † 1529 à Barcelone, frère du cardinal-légat Louis (évêque de St-Jean de Maurienne et de Bourg-en-Bresse), vicomte de Salins, baron de Montanay et premier comte de Pont-de-Vaux, maréchal de Bourgogne et gouverneur de la Bresse, gentilhomme proche de Marguerite d'Autriche, en acquièrent les terres et seigneurie-baronnie, et reconstruisent à partir de 1520 le château. Actif, Laurent s'implique dans son nouveau fief, restaure la chapelle seigneuriale et modernise le château. Il est possible que des artistes travaillant au chantier contemporain (début du XVIe siècle) du Monastère royal de Brou aient œuvré à Marnay. Laurent de Gorrevod donna hommage de la terre de Marnay au dernier empereur germanique à nourrir le rêve carolingien d'un Empire prenant la tête de la Chrétienté : Charles Quint, neveu paternel de Marguerite d'Autriche. 
Sans postérité légitime, Laurent légua ses biens par testament de 1527 à son cousin éloigné de la branche aînée des Gorrevod, Jean de Gorrevod, baron de Salins, seigneur de Gorrevod et de Fourg, désormais vicomte de Salins, baron de Marnay et Montanay, deuxième comte de Pont-de-Vaux (1529), † 1544 < entre autres enfants : Jeanne (x 1545 Philippe de Seyssel de La Chambre), et son frère Laurent II de Gorrevaud († vers 1558 ?) ; Charles-Emmanuel Ier de Gorrevod (1569-1625, fils de Laurent II), gouverneur du duché de Limbourg, comte et vicomte de Salins, premier marquis de Marnay (mai 1600/1602, par l'archiduc Albert en remerciement de la participation décisive de Charles-Emmanuel à la bataille de Nieuport le 2 juillet 1600) et prince du Saint-Empire (mars 1623, par l'empereur Ferdinand II), premier duc de Pont-de-Vaux (février 1623, par Louis XIII) (Cf. ci-dessous pour la descendance de Charles-Emmanuel Ier de Gorrevod puis de sa tante Jeanne).
Le château tomba ensuite aux mains des Lorrains de Tremblecourt en 1595, avant d'être repris par le Connétable de Castille Don Fernand Valasco.

## AuXVIIesiècle- Louis XIV
Charles-Emmanuel Ier de Gorrevod apporte d'importantes modifications aux bâtis entre 1602 et 1617. C'est alors un des plus beaux châteaux de la Comté. Vers 1600 ou 1602 par lettres patentes de l’Archiduc Albert, la baronnie de Marnay fut érigée en Marquisat pour Charles-Emmanuel Ier de Gorrevod, † 1625, premier duc de Pont-de-Vaux (1623) < père de : Philippe-Eugène, deuxième duc de Pont-de-Vaux, † sans postérité le 26 juillet 1681, le dernier de sa Maison ; son frère cadet Charles-Emmanuel II, † 1659, deuxième marquis de Marnay, archevêque de Besançon en 1654-1659.
En 1681, la succession est alors revendiquée par de lointains cousins, Charles-Louis (1614-1682 ; marquis de Listenois et Meximieux, baron de Scey), son fils Pierre (1662-1685) et son petit-fils Louis-Bénigne (1685-1755) de Bauffremont-Scey, en tant qu'issus de Jeanne de Gorrevod sœur de Laurent II ci-dessus et femme de Philippe de Seyssel-La Chambre, seigneur de Meximieux :
- Car Jeanne de Gorrevod x Philippe de La Chambre < fille : Claude-Philippe/Philippine de Seyssel-La Chambre († après 1597, dame de Meximieux),  x 1561 Chrétien de Villelume (-Montbardon/Barnazat et La Roche-Othon) sire de Montsaugeon et vicomte de Marigny, issu des Salins-La Tour de Rans par sa mère Claudine Fau(l)quier < Claude/Claudine de Villelume dame de Meximieux et vicomtesse de Marigny x 1588 Guillaume II de Bauffremont-Scey < Claude de Bauffremont < Charles-Louis de Bauffremont ci-dessus.

À partir de 1686, la succession étant acquise, les Bauffremont-Scey (Louis-Bénigne au berceau) sont donc désormais marquis de Marnay et princes du Saint-Empire, vicomtes de Salins, comtes et seigneurs du duché de Pont-de-Vaux, et portent volontiers le titre de prince de Marnay.
Le château résiste en 1636, lors de la première tentative de conquête de la Franche-Comté du Saint Empire germanique par le roi de France Louis XIV, mais il est occupé en 1674 par les armées du maréchal et pair de France, Philippe de Montaut-Bénac de Navailles, passant ainsi définitivement sous la domination française.
En mai 1674, le roi de France Louis XIV y réside, quand il vient assister au siège de Besançon (voir illustration), puis il ordonne le démantèlement des défenses du château de Marnay ; L'édifice comptait alors seize tourelles et passait pour l'un des plus beaux châteaux de la province. Le roi de France le fit détruire comme une bonne partie des châteaux conquis en Franche-Comté afin d'éviter toute tentative de retour à l'indépendance comtoise.

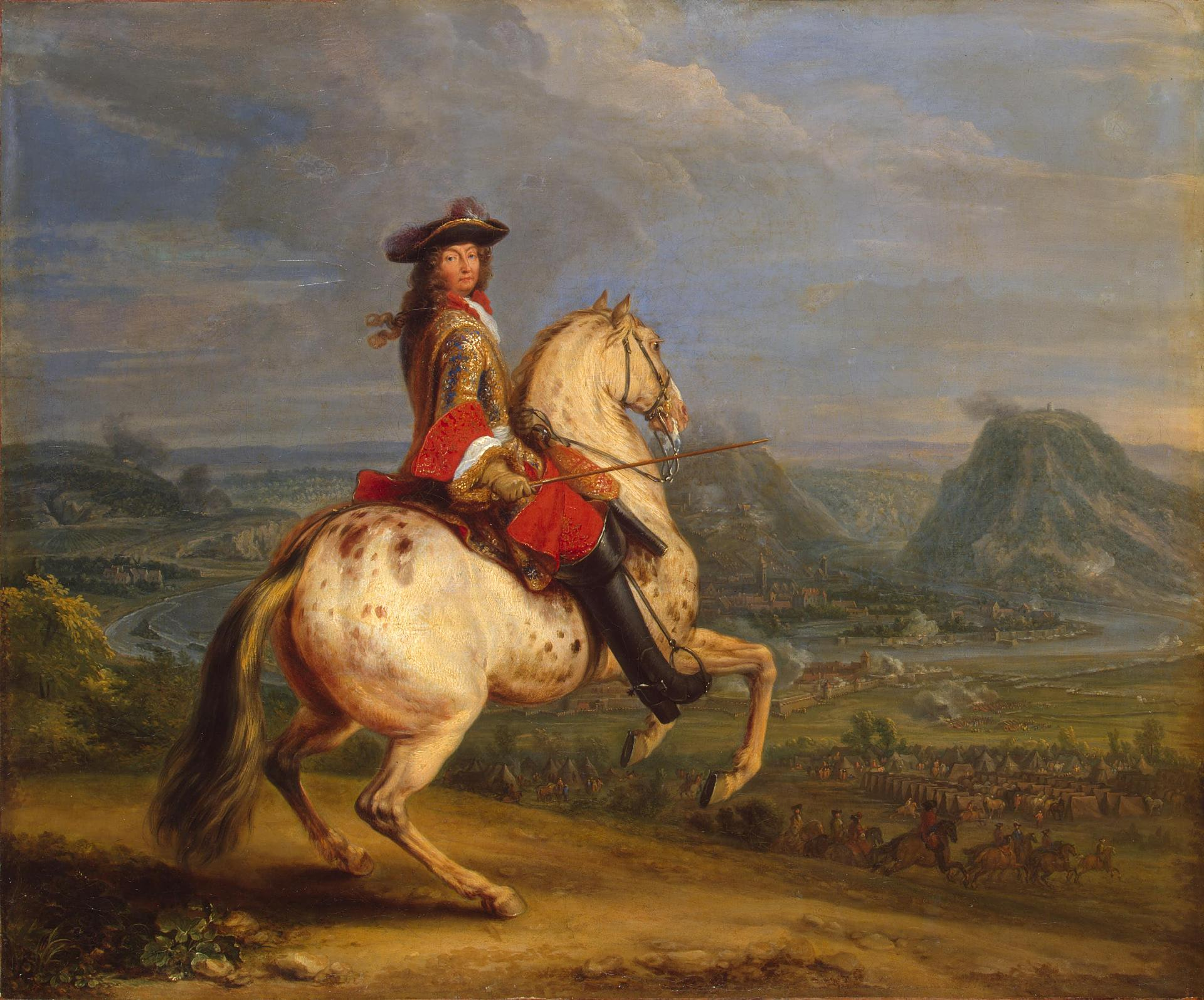
Louis XIV au siège de Besançon (Franche-Comté) en 1674

 Le rattachement du vieux château féodal de Marnay à la France est finalement constaté par le traité de Nimègue qui annexe définitivement la Franche-Comté (ancienne Comté de Bourgogne) à la France en 1678-1679.

## À partir duXVIIIesiècle

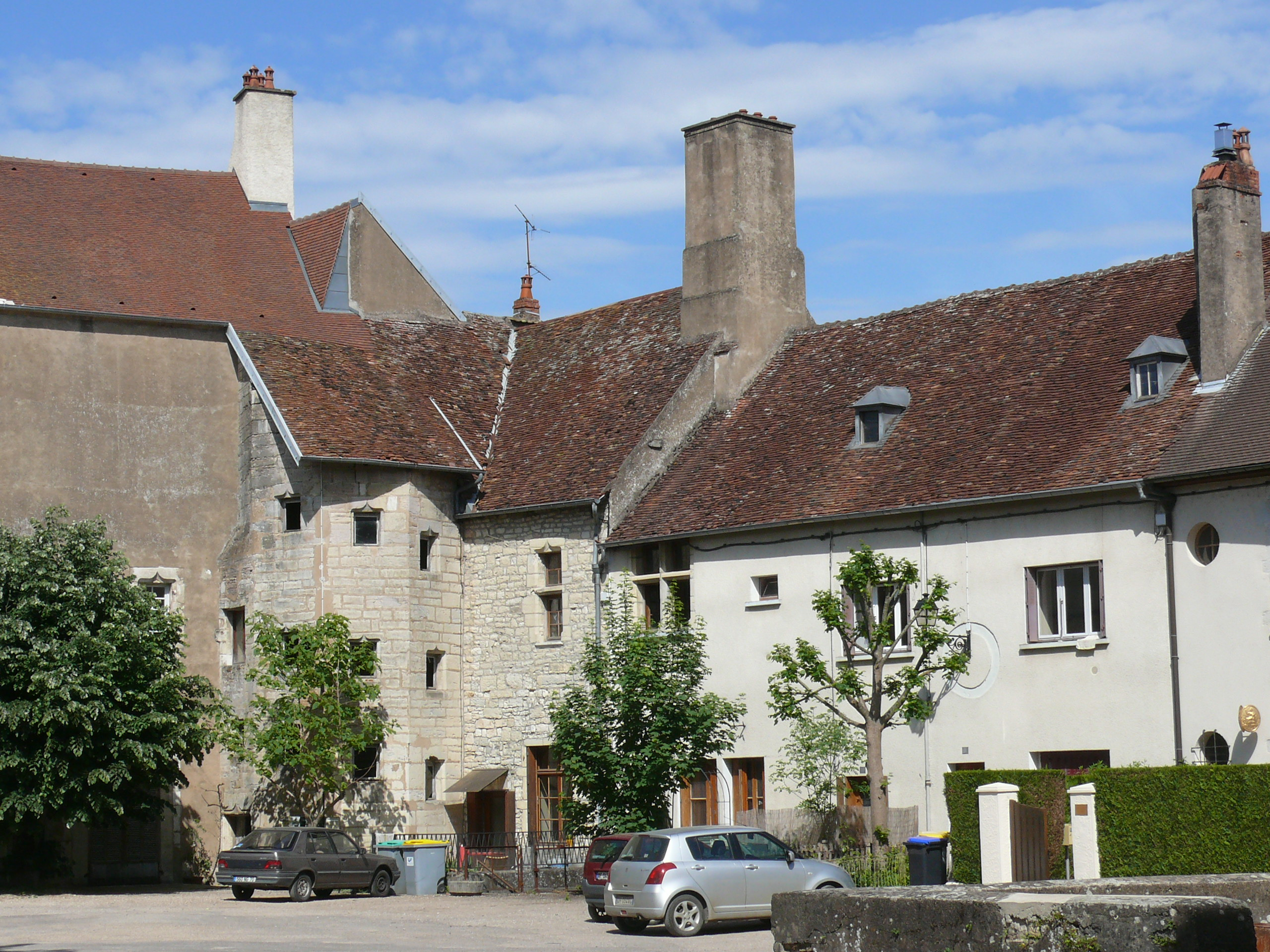
État actuel de la cour du château

La Maison des Jouvelot de Marnay est à Auxonne . Les Bauffremont-Scey ont pris possession du château de Marnay devenu français et l'afferment au XVIIIe siècle. Il se dégrade, est vendu en 1799 par Alexandre premier duc de Bauffremont (1773-1833, fils de Joseph, 1714-1781, lui-même fils de Louis-Bénigne (1685-1755) ci-dessus), puis est partagé entre plusieurs propriétaires après la Révolution française.
La base de la tour ronde, l'escalier en vis et l’aile nord, les façades et toitures est de l’aile est, ainsi que toute sa partie nord (hors chapelle), les façades et toitures de la porterie, la conciergerie et le pavillon des archives et sa tour font l’objet d’une inscription au titre des monuments historiques depuis le 6 décembre 2002.

## Sources et références
1. ↑  voir Comté de Bourgogne
2. ↑  « Marnay, p. 573 et 587 ; Montaigu, p. 601 et 617 », sur Le patrimoine fortifié du lignage de Neufchâtel-Bourgogne, XIIIe – XVIe siècles, volume 3 : les sites ; thèse de Doctorat soutenue par Vianney Muller, Université de Nancy, juin 2015
3. ↑  « Duché de Pont-de-Vaux, Maison de Gorrevod, p. 662 sq., notamment pp. 672 puis 669, 670, 671 », sur Histoire généalogique de la Maison de France, tome V : Duchés non pairies, par le Père Anselme de Ste-Marie et Honoré Du Fourny, 1730, Compagnie des Libraires associés
4. ↑  La Haute-Saône Dictionnaire Historique Louis Suchaux
5. ↑  « Patrimoine et photographies de Franche-Comté », sur racinescomtoises.net (consulté le 18 avril 2023).
6. ↑  http://www.petit-patrimoine.com/fiche-petit-patrimoine.php?id_pp=70334_1
7. ↑  Vers 1680, Claude Jouvelot, est nommé par lettres de l’archevêque de Besançon prêtre officiel du comté d’Auxonne, fief d’origine de la branche cadette des comtes de Bourgogne - Archives départementales de la Côte-d'Or, Claude Rossignol, Burgundy (France). Chambre des comptes - 1894
8. ↑  Notice no PA70000061, sur la plateforme ouverte du patrimoine, base Mérimée, ministère français de la Culture
9. ↑  Amenothès Conception, « Ruffey-le-Château », sur cc-rivesdelognon.com via Wikiwix (consulté le 24 novembre 2023).